# Antonio Vilaplana Molina
Antonio Vilaplana Molina, född den 28 februari 1926 i Alcoy, 14 januari 2010, var en spansk romersk-katolsk biskop. 
Vilaplana Molina prästvigdes den 18 december 1949 och utnämndes den 17 september 1976 till biskop av Plasencia. Den 31 oktober samma år följde biskopsvigningen genom ärkebiskop José María García Lahiguera. Den 9 februari 1987 utnämndes Vilaplana Molina till biskop av León och den 15 mars samma år installerades han. Den 19 mars 2002 gick han i pension. Vilaplana Molina avled i njursvikt den 14 januari 2010 